# 15462 Стюмеган
15462 Стюмеган (15462 Stumegan) — астероїд головного поясу, відкритий 8 січня 1999 року.
Тіссеранів параметр щодо Юпітера — 3,305.